# Dianalund
Dianalund – miasto w Danii, w regionie Zelandia, w gminie Sorø zamieszkałe przez 4.093 osoby (01.01.2024 r.), czyniąc je drugie miastem pod względem liczby ludności w gminie.